# Vranke
Vranke so naselje v Občini Lukovica.